# El Zacatal, Oaxaca
El Zacatal är en ort i Mexiko.   Den ligger i kommunen Candelaria Loxicha och delstaten Oaxaca, i den sydöstra delen av landet, 500 km sydost om huvudstaden Mexico City. El Zacatal ligger 546 meter över havet och antalet invånare är 174.
Terrängen runt El Zacatal är kuperad åt sydväst, men åt nordost är den bergig. Runt El Zacatal är det ganska tätbefolkat, med 86 invånare per kvadratkilometer. Närmaste större samhälle är San Pedro Pochutla, 19,7 km söder om El Zacatal. Omgivningarna runt El Zacatal är en mosaik av jordbruksmark och naturlig växtlighet.